# 대한민국 문화체육관광부

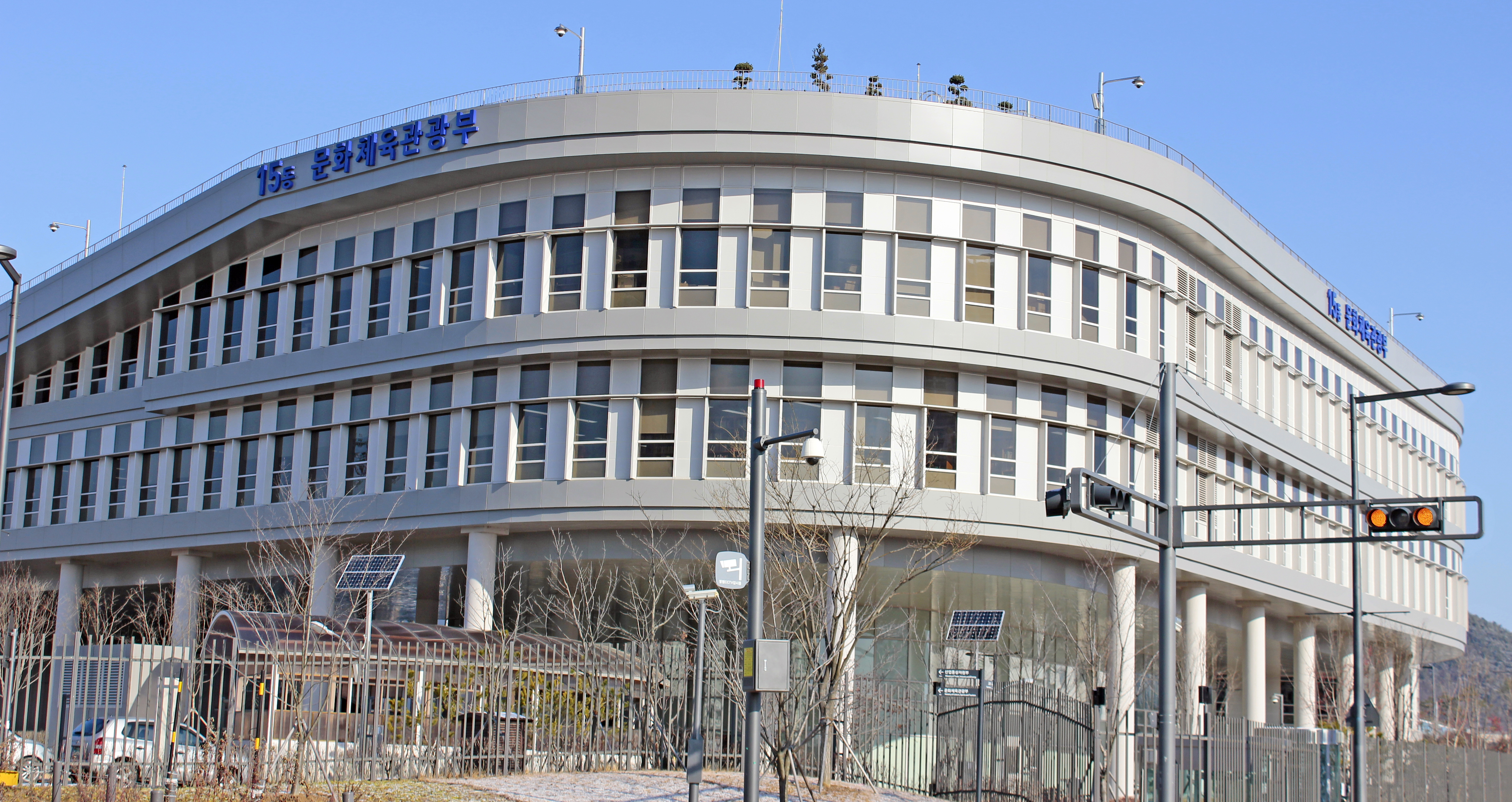
문화체육관광부 청사

문화체육관광부(文化體育觀光部)는 문화·예술·영상·광고·출판·간행물·체육·관광, 국정에 대한 홍보 및 정부발표에 관한 사무를 관장하는 대한민국의 중앙행정기관이다. 장관은 국무위원으로, 차관은 정무직공무원으로 보한다.

## 소관 사무
- 문화·예술·영상·광고·출판·간행물·체육·관광에 관한 사무
- 국정에 대한 홍보에 관한 사무
- 정부발표에 관한 사무

## 연혁
- 1948년 7월 17일: 공보처를 설치.[4]
- 1955년 2월 7일: 공보실로 개편.[5]
- 1960년 7월 1일: 국무원사무처 공보국으로 개편.[6]
- 1961년 6월 22일: 국무원사무처 공보국과 방송관리국을 통합하여 공보부를 설치.[7]
- 1968년 7월 24일: 문화공보부로 개편. 문교부로부터 출판·저작권 기타 문화·예술에 관한 사무를 이관받음.[8]
- 1982년 3월 20일: 문교부로부터 체육에 관한 사무를 이관받아 체육부를 설치.[9]
- 1990년 1월 3일: 문화공보부를 문화부와 공보처로 분리.[10]
- 1990년 12월 27일: 체육부를 체육청소년부로 개편.[11]
- 1993년 3월 6일: 문화부와 체육청소년부를 통합하여 문화체육부를 설치.[12]
- 1994년 12월 23일: 문화체육부가 교통부로부터 관광에 관한 사무를 이관받음.[13]
- 1998년 2월 28일: 문화체육부를 문화관광부로, 공보처를 공보실로 개편. 공보처의 방송행정·출판·간행물 및 해외홍보에 관한 사무는 문화관광부로 이관.[14]
- 1999년 5월 24일: 문화관광부로부터 일부 소관사무를 이관받아 공보실을 국정홍보처로 개편. 문화관광부의 해외문화홍보에 관한 사무를 문화재청(현재의 국가유산청)에 이관.[15]
- 2008년 2월 29일: 문화관광부와 국정홍보처를 통합하여 문화체육관광부를 설치. 정보통신부로부터 디지털콘텐츠에 관한 사무를 이관받음.[16]
- 2013년 3월 23일: 디지털콘텐츠에 관한 사무를 미래창조과학부로, 해양 레저스포츠에 관한 사무를 해양수산부로 이관.[17]
- 2013년 12월 23일: 정부세종청사로 이전.[18]

### 역대 로고

2008년부터 2016년까지 사용된 문화체육관광부 로고

## 조직
| 실·국                 | 정책관·심의관실      | 담당관실·과                                                                                              |
| 장관 산하 하부조직    | 장관 산하 하부조직   | 장관 산하 하부조직                                                                                       |
| --------------------- | -------------------- | --- |
| 대변인실              | 대변인실             | 홍보담당관실ㆍ디지털소통팀                                                                               |
| 감사관실              | 감사관실             | 감사담당관실                                                                                             |
| 장관정책보좌관실      |                      | |
| 제1차관 산하 하부조직 |                      | |
| 기획조정실            | 정책기획관실         | 기획혁신담당관실ㆍ재정담당관실ㆍ규제개혁법무담당관실ㆍ정보화담당관실ㆍ양성평등정책담당관실ㆍ데이터정책팀 |
| 기획조정실            | 비상안전기획관실     | |
|                       |                      | 운영지원과                                                                                               |
| 문화예술정책실        | 문화정책관실         | 문화정책과ㆍ국어정책과ㆍ전통문화과ㆍ국제문화과                                                           |
| 문화예술정책실        | 예술정책관실         | 예술정책과ㆍ공연전통예술과ㆍ시각예술디자인과ㆍ예술인지원팀                                               |
| 문화예술정책실        | 지역문화정책관실     | 지역문화정책과ㆍ문화기반과ㆍ도서관정책기획단ㆍ문화예술교육과                                             |
| 종무실                | 종무실               | 종무1담당관실ㆍ종무2담당관실                                                                             |
| 콘텐츠정책국          | 콘텐츠정책국         | 문화산업정책과ㆍ영상콘텐츠산업과ㆍ게임콘텐츠산업과ㆍ대중문화산업과ㆍ한류지원협력과                       |
| 저작권국              | 저작권국             | 저작권정책과ㆍ저작권산업과ㆍ저작권보호과ㆍ문화통상협력과                                                 |
| 미디어정책국          | 미디어정책국         | 미디어정책과ㆍ방송영상광고과ㆍ출판인쇄독서진흥과                                                         |
| 옛전남도청복원추진단  | 옛전남도청복원추진단 | 복원협력과ㆍ복원시설과                                                                                   |
| 청와대관리활용추진단  | 청와대관리활용추진단 | 청와대관리활용기획과                                                                                     |
| 제2차관 산하 하부조직 |                      | |
| 차관보                |                      | |
| 국민소통실            | 소통정책관실         | 소통정책과ㆍ소통협력과ㆍ소통지원과                                                                       |
| 국민소통실            | 소통지원관실         | 콘텐츠기획과ㆍ여론과ㆍ분석과                                                                             |
| 국민소통실            | 디지털소통관실       | 디지털소통정책과ㆍ디지털소통기획과ㆍ정책포털과ㆍ디지털소통제작과                                         |
| 체육국                | 체육국               | 체육정책과ㆍ체육진흥과ㆍ스포츠산업과                                                                     |
|                       | 체육협력관실         | 국제체육과ㆍ장애인체육과ㆍ스포츠유산팀                                                                   |
| 관광정책국            | 관광정책국           | 관광정책과ㆍ국내관광진흥과ㆍ국제관광과ㆍ관광기반과                                                       |
|                       | 관광산업정책관실     | 관광산업정책과ㆍ융합관광산업과ㆍ관광개발과                                                               |

### 소속기관
- 장관의 관장 사무를 지원하는 기관
  - 한국예술종합학교, 국립국악고등학교, 국립국악중학교, 국립전통예술고등학교, 국립전통예술중학교, 국립중앙박물관, 국립국어원, 국립중앙도서관, 해외문화홍보원, 국립국악원, 국립민속박물관, 대한민국역사박물관, 국립한글박물관, 국립장애인도서관
- 장관의 관장 사무를 지원하는 책임운영기관
  - 국립중앙극장, 국립현대미술관, 한국정책방송원, 국립아시아문화전당

### 소속 자문위원회
| 위원회명                     | 설치근거                                | 비고 |
| ---------------------------- | --------------------------------------- | ---- |
| 관광진흥개발기금운용위원회   | 관광진흥개발기금법 제6조                |      |
| 관광숙박대책위원회           | 관광숙박시설 확충을 위한 특별법 제16조  |      |
| 국어심의회                   | 국어기본법 제13조                       |      |
| 국제경기대회유치심사위원회   | 국제경기대회지원법시행령 제3조          |      |
| 도서관자료심의위원회         | 도서관법 시행령 제13조의3               |      |
| 등록취소심의위원회           | 뉴스통신진흥에관한법률 제9조의4         |      |
| 박물관미술관학예사운영위원회 | 박물관 및 미술관 진흥법 시행령 제6조    |      |
| 세종학당정책협의회           | 국어기본법제19조의2                     |      |
| 여론집중도조사위원회         | 신문등의진흥에관한법률시행령 제12조     |      |
| 이스포츠진흥자문위원회       | 이스포츠진흥에 관한 법률 제9조          |      |
| 정기간행물자문위원회         | 잡지등 정기간행물진흥에 관한 법률 제9조 |      |
| 지역신문발전위원회           | 지역신문발전지원특별법 제7조            |      |
| 콘텐츠분쟁조정위원회         | 콘텐츠산업진흥법 제29조                 |      |
| 한국어교원자격심사위원회     | 국어기본법시행령 제13조                 |      |

## 정원
문화체육관광부에 두는 공무원의 정원은 다음과 같다.
| 총계          | 총계                        | 694명 |
| ------------- | --------------------------- | ----- |
| 정무직 계     | 정무직 계                   | 3명   |
|               | 장관                        | 1명   |
|               | 차관                        | 2명   |
|               |                             |       |
| 별정직 계     | 별정직 계                   | 5명   |
|               | 고위공무원단                | 1명   |
|               | 3급 상당 이하 5급 상당 이상 | 1명   |
|               | 6급 상당 이하               | 3명   |
|               |                             |       |
| 일반직 계     | 일반직 계                   | 685명 |
|               | 고위공무원단                | 23명  |
|               | 3급 이하 5급 이상           | 273명 |
|               | 6급 이하                    | 340명 |
|               | 전문경력관                  | 49명  |
|               |                             |       |
| 경찰공무원 계 | 경찰공무원 계               | 1명   |
|               | 경정 이하                   | 1명   |

## 재정
총수입·총지출 기준 2023년 재정 규모는 다음과 같다.
| 구분                             | 세입예산               | 작년 대비 증감 |
| -------------------------------- | ---------------------- | -------------- |
| 일반회계                         | 756억 1,800만 원       | +24.96%        |
| 국가균형발전특별회계             | 186억 2,100만 원       | -14.79%        |
| 아시아문화중심도시 조성 특별회계 | 22억 1,000만 원        | +115.82%       |
| 관광진흥개발기금                 | 1조 2,754억 8,000만 원 | +21.2%         |
| 국민체육진흥기금                 | 2조 871억 2,300만 원   | +19.68%        |
| 문화예술진흥기금                 | 794억 4,300만 원       | +30.11%        |
| 언론진흥기금                     | 283억 2,900만 원       | +11.84%        |
| 지역신문발전기금                 | 1억 6,000만 원         | +0%            |
| 영화발전기금                     | 606억 2,500만 원       | +24.59%        |
|                                  |                        |                |
| 합계                             | 3조 6,276억 900만 원   | +20.32%        |

| 구분                             | 구분                             | 구분                 | 세출예산               | 작년 대비 증감 |
| -------------------------------- | -------------------------------- | -------------------- | ---------------------- | -------------- |
| 일반회계                         | 일반회계                         | 일반회계             | 3조 446억 3,100만 원   | +2.48%         |
|                                  | 문화예술                         | 문화예술             | 2조 7,220억 8,500만 원 | +2.65%         |
|                                  | 관광                             | 관광                 | 68억 4,900만 원        | -25.65%        |
|                                  | 체육                             | 체육                 | 50억 2,500만 원        | +67.33%        |
|                                  | 문화 및 관광일반                 | 문화 및 관광일반     | 3,106억 7,200만 원     | +1.25%         |
| 국가균형발전특별회계             | 국가균형발전특별회계             | 국가균형발전특별회계 | 2,980억 100만 원       | -51.7%         |
|                                  | 문화예술                         | 문화예술             | 1,283억 400만 원       | -63.96%        |
|                                  | 관광                             | 관광                 | 1,696억 9,700만 원     | +126.11%       |
|                                  | 체육                             | 체육                 | 0원                    | -100%          |
| 아시아문화중심도시 조성 특별회계 | 아시아문화중심도시 조성 특별회계 | 문화예술             | 1,514억 6,300만 원     | +6.39%         |
| 관광진흥개발기금                 | 관광진흥개발기금                 | 관광진흥개발기금     | 1조 579억 9,600만 원   | -22.54%        |
|                                  | 관광                             | 관광                 | 1조 573억 6,800만 원   | -22.55%        |
|                                  | 문화 및 관광일반                 | 문화 및 관광일반     | 6억 2,800만 원         | -2.03%         |
| 국민체육진흥기금                 | 국민체육진흥기금                 | 국민체육진흥기금     | 1조 6,665억 5,200만 원 | -5.98%         |
|                                  | 체육                             | 체육                 | 1조 6,347억 8,900만 원 | -6.13%         |
|                                  | 문화 및 관광일반                 | 문화 및 관광일반     | 317억 6,300만 원       | +2.13%         |
| 문화예술진흥기금                 | 문화예술진흥기금                 | 문화예술진흥기금     | 4,078억 6,700만 원     | +5.13%         |
|                                  | 문화예술                         | 문화예술             | 3,845억 8,500만 원     | +5.19%         |
|                                  | 문화 및 관광일반                 | 문화 및 관광일반     | 232억 8,200만 원       | +4.06%         |
| 언론진흥기금                     | 언론진흥기금                     | 언론진흥기금         | 204억 1,400만 원       | -4.25%         |
|                                  | 문화예술                         | 문화예술             | 202억 2,300만 원       | -4.198%        |
|                                  | 문화 및 관광일반                 | 문화 및 관광일반     | 1억 9,100만 원         | -10,33%        |
| 지역신문발전기금                 | 지역신문발전기금                 | 지역신문발전기금     | 88억 1,300만 원        | -0.29%         |
|                                  | 문화예술                         | 문화예술             | 82억 5,100만 원        | -0.16%         |
|                                  | 문화 및 관광일반                 | 문화 및 관광일반     | 5억 6,200만 원         | -2,26%         |
| 영화발전기금                     | 영화발전기금                     | 영화발전기금         | 850억 8,600만 원       | -22.66%        |
|                                  | 문화예술                         | 문화예술             | 729억 4,400만 원       | -25.45%        |
|                                  | 문화 및 관광일반                 | 문화 및 관광일반     | 121억 4,200만 원       | -0.28%         |
|                                  |                                  |                      |                        |                |
| 합계                             | 합계                             | 합계                 | 6조 7,408억 2,300만 원 | -8.87%         |

## 같이 보기
- 외청
  - 국가유산청
- 문화체육관광부 장관
- 문화체육관광부 차관
- 문화체육관광부 차관보
- 대한민국예술원
- 한국문화원
- 이 달의 문화 인물
- 정부표준영정
- 100대 민족문화상징

### 내용주
1. 1 2  2023년 12월 31일까지 존속하는 한시조직.
2. 1 2 3 4 5  개방형 직위.
3. ↑  2명을 두며 1명은 고위공무원단 나등급에 속하는 별정직공무원으로, 나머지 1명은 3급 또는 4급 상당 별정직공무원으로 보한다.
4. ↑  2024년 6월 30일까지 존속하는 한시조직.
5. ↑  2025년 8월 31일까지 존속하는 한시조직.
6. ↑  2025년 6월 30일까지 존속하는 한시조직.
7. 1 2  한시정원 1명 포함.
8. ↑  한시정원 4명 포함.
9. ↑  한시정원 3명 포함.

### 참조주
1. 1 2  「문화체육관광부와 그 소속기관 직제」 별표 1·별표 4의2·별표 5
2. 1 2  기획재정부. “열린재정 > 재정연구분석 > 재정분석통계 > 예산편성현황(총수입)”. 《열린재정》. 2023년 1월 8일에 확인함.
3. 1 2  기획재정부. “열린재정 > 재정연구분석 > 재정분석통계 > 세목 예산편성현황(총지출)”. 《열린재정》. 2023년 1월 8일에 확인함.
4. ↑  법률 제1호
5. ↑  법률 제354호
6. ↑  법률 제552호
7. ↑  법률 제631호
8. ↑  법률 제2041호
9. ↑  법률 제3540호
10. ↑  법률 제4183호
11. ↑  법률 제4268호
12. ↑  법률 제4541호
13. ↑  법률 제4831호
14. ↑  법률 제5529호
15. ↑  법률 제5982호
16. ↑  법률 제8852호
17. ↑  법률 제11690호
18. ↑  “문화체육관광부 정부세종청사 입주”. 《뉴시스》. 2013년 12월 23일. 2017년 8월 4일에 원본 문서에서 보존된 문서. 2017년 8월 4일에 확인함.